# Медовеевцы
Медовеевцы (абх. Мдамҩа), также Ахчыпсы — один из абхазо-адыгских народов (субэтносов; вольных обществ), проживавший до Кавказской войны в верховьях реки Мзымта вплоть до Красной Поляны где граничили с вольным обществом Ахчипсуа. Говорили на абхазском языке, но, тем не менее, некоторые учёные относят их к абазинам. Впрочем, сами медовеевцы себя не делили на абхазов и абазин, были известны на весь Западный Кавказ своим мёдом и фруктовыми садами. При этом, сходство между русским словом «мёд» и названием народа случайно; возможно, является результатом вторичного сближения, при передаче самоназвания народа (абх. Мдамҩа) русскими офицерами и путешественниками в географических и мемуарных текстах. В честь медовеевцев названо село Медовеевка в Адлерском районе Сочи, приблизительно на территории их прежнего проживания.
В русских источниках XIX века медовеевцы упоминаются в связи с опустошительными набегами на соседей.